# Augustin Bonnetty
Augustin Bonnetty (ur. 9 maja 1798 w Entrevaux (dept. Basses-Alpes), zm. 26 marca 1879 w Paryżu) – francuskim myśliciel i pisarz. 

## Życiorys
W 1830 założył Annales de philosophie chrétienne i wydawał je aż do śmierci.
W swych artykułach wyznawał pogląd, że naturalne władze poznawcze duszy nie są w stanie rozpoznać duchowych rzeczywistości w życiu człowieka, m.in. Boga i Jego atrybutów; człowieka - jego początku i końca, obowiązków, a także zasad rządzących życiem społecznym i rodzinnym. Jego poglądy nazwane tradyzjonalizmem zostały uznane za niezgodne z wiarą Kościoła przez watykańską Świętą Kongregację Indeksu, co potwierdził Pius IX dekretem z 15.06.1855 r.